# چهارپایی

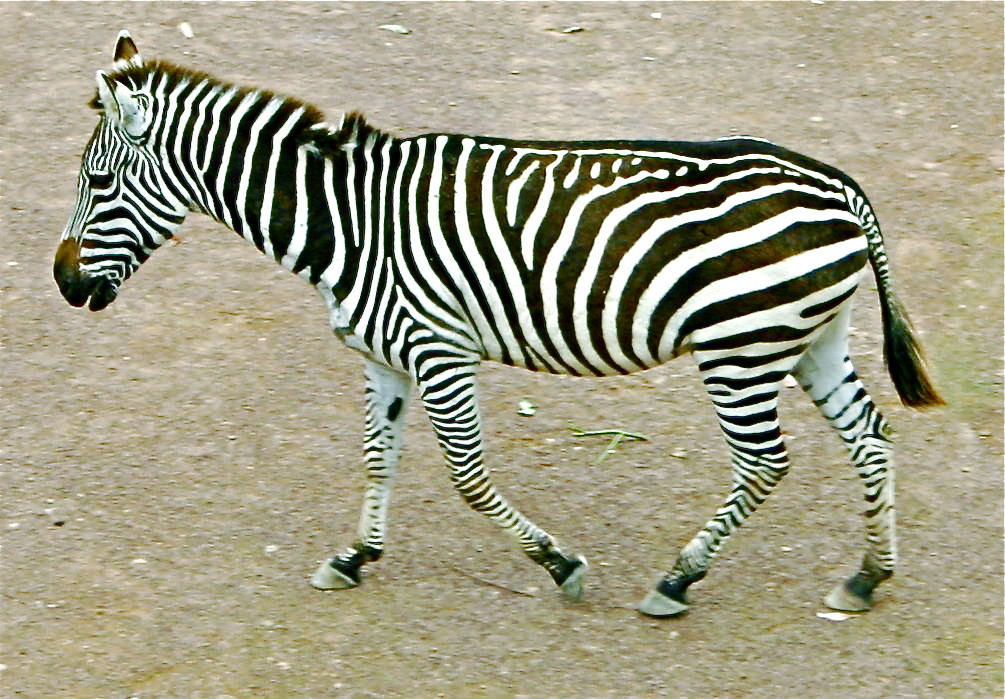
گورخر یک چهارپا است.

چهارپایی (به لاتین: Quadrupedialism)، نوعی حرکت زمینی است که در آن یک جانور چهاراندام (و همچنین آخوندکها که عمدتاً به این روش راه می‌روند) از هر چهار اندام (پا) برای تحمل وزن، راه رفتن و دویدن استفاده می‌کنند. به جانور یا ماشینی که معمولاً حالت چهار پا را حفظ می‌کند و با استفاده از هر چهار اندام حرکت می‌کند، چهارپا گفته می‌شود (از quattuor لاتین به معنی "چهار" و pes , pedis به معنی "پا"). بیشتر چهارپاها مهره‌داران زمینی هستند، از جمله پستانداران و خزندگان، اگرچه برخی از آن‌ها عمدتاً آبزی هستند مانند لاک‌پشت‌ها، دوزیستان و پاروپاها.
چهاراندامان دوپا مانند برخی از پرندگان (مانند لک‌لک نیل) گاهی پس از پریدن به سوی طعمه از بال‌های خود برای راست کردن خود استفاده می‌کنند.

## چهارپایان در برابر چهاراندامان
اگرچه کلمات «چهارپا» و «چهاراندام» هر دو از اصطلاحاتی به معنای «دارای چهار پا» مشتق شده‌اند، اما معنی متمایز دارند. چهاراندام هر عضوی از واحد آرایه‌شناسی چهاراندامان است (که با نسب از یک نیای چهار پای مشخص تعریف می‌شود)، در حالی که یک چهارپا در واقع از چهار دست و پا برای حرکت استفاده می‌کند. همه چهاراندامان چهارپا نیستند و همه جاندارانی که می‌توان آنها را «چهارپا» توصیف کرد، چهاراندام نیستند. این معنی آخر شامل اشیاء مصنوعی خاصی می‌شود؛ تقریباً همه چهارپایان جاندان چهاراندام هستند (به استثنای برخی از بندپایان شکاری که برای حرکت چهارپایی سازگار شده‌اند، مانند آخوندک‌ها).
تمایز بین چهارپایان و چهاراندامان در زیست‌شناسی فرگشتی مهم است، به‌ویژه در زمینه چهاراندامانی که اندام‌هایشان با نقش‌های دیگر سازگار شده است (مانند دست‌ها در انسان، بال‌ها در پرندگان، و باله‌ها در نهنگ‌ها). همه این جانوران چهاراندامان هستند، اما هیچ‌کدام چهارپا نیستند. حتی مارهایی که اندام‌هایشان باقی‌مانده یا به‌طور کامل از دست رفتند، با این وجود، چهاراندامان هستند.

## در نوزادان و برای ورزش
چهارپایی گاهی به عنوان «چهار دست و پا» شناخته می‌شود و در خزیدن، به ویژه توسط نوزادان دیده می‌شود.

## ربات‌های چهارپا
BigDog یک ربات چهارپای پایدار پویا است که در سال ۲۰۰۵ توسط بوستون داینامیکس با فاستر-میلر، آزمایشگاه پیشرانش جت ناسا و ایستگاه میدان کنکورد دانشگاه هاروارد ایجاد شد.

## وضعیت پیش‌رونده

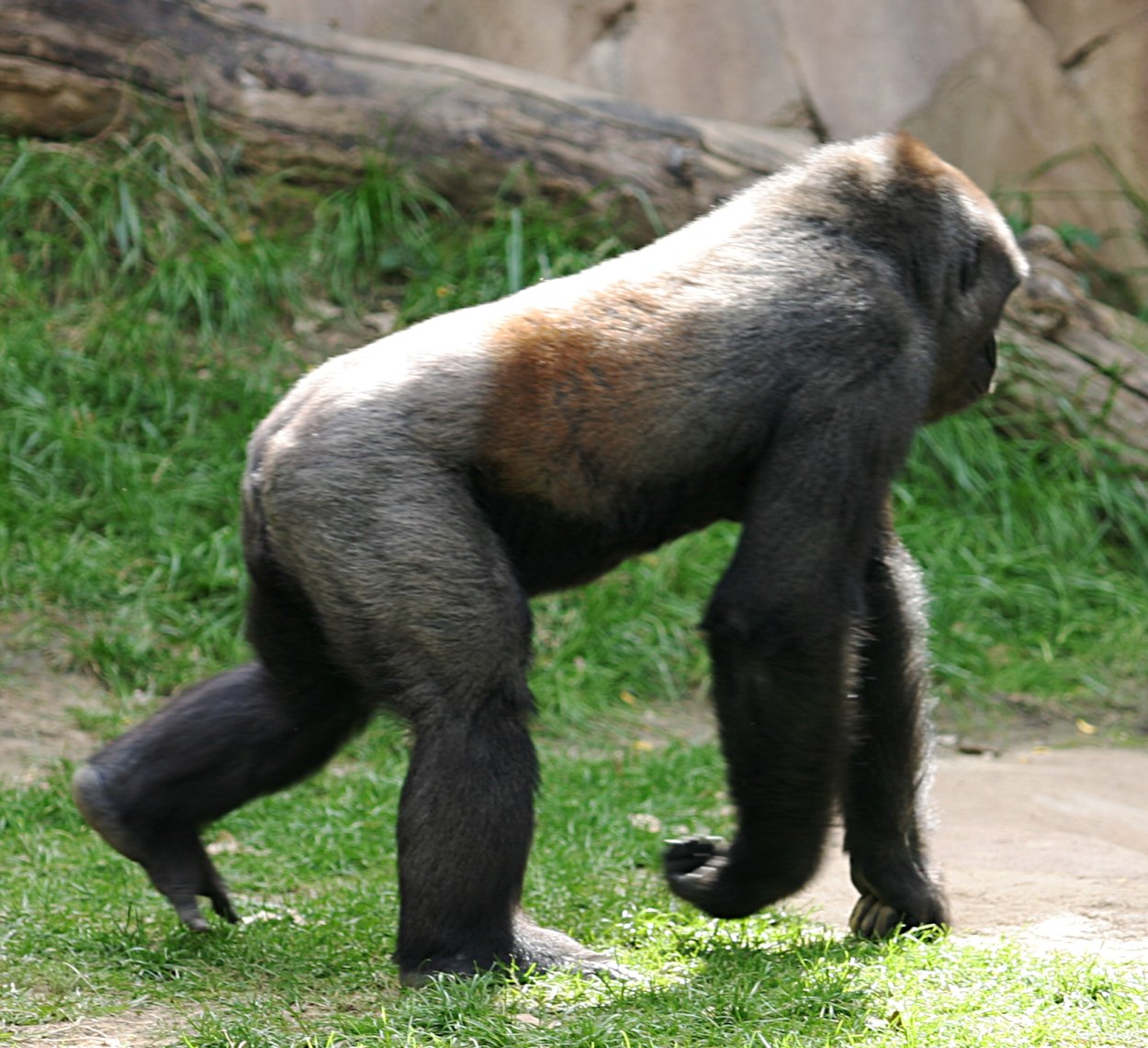
یک گوریل درحال حرکت بصورت چهارپا

یک مفهوم مرتبط با چهارپایی، پیش‌رونده یا داشتن حالت افقی تنه است. اگرچه تقریباً همه جانوران چهارپا پیش‌رونده هستند، جانوران دوپا، از جمله بسیاری از پرندگان زنده و دایناسورهای منقرض‌شده، نیز چنین وضعیتی دارند.
میمون‌های غیرانسانی با پشتی ایستاده (عمودی) ممکن است به‌صورت چهارپا راه بروند که به آن مشت‌پیمایی می‌گویند.